# Wapen van Wemmel

Het wapen van Wemmel (sinds 1988).

Het Wapen van Wemmel is het heraldisch wapen van de Belgische gemeente Wemmel. Het wapen werd op 21 mei 1873 toegekend en op 16 september 1988 in licht gewijzigde vorm herbevestigd.

## Geschiedenis
Het huidige gemeentewapen is gebaseerd op dat van Arnout van Crainhem, stamvader van de heren van Wemmel. Deze zijn wapen bestond uit een rood kruis (verwijzend naar zijn dappere daden tijdens een kruistocht tegen de turken) tegen een gouden achtergrond (het meest edelste der metalen) en in het eerste kwartier een kraai van sabel als sprekend wapen (verwijzend naar het oude wapen van de familie van Crainhem). Toen het wapen in 1873 voor het eerst werd toegekend aan Wemmel werd de kraai echter vervangen door een merlet, hetgeen bij de herbevestiging in 1988 werd rechtgezet.

## Blazoenering
Het huidige wapen heeft de volgende blazoenering:
In goud een kruis van keel, vergezeld in het eerste kwartier van een kraai van sabel.— Ministerieel Besluit van 16 september 1988.